# Kaltvermahlung

Wirkungsweise einer Kaltvermahlung mittels eines Solenoids.

Unter einer Kaltvermahlung (englisch Cryogenic grinding) versteht man das Zermahlen von Materialien, die zuvor stark abgekühlt worden sind. 
Beispielsweise sind thermoplastische Kunststoffe schwer zu kleinen Partikelgrößen zu mahlen, da sie bei Raumtemperatur weich werden und beim Zermahlen verklumpen. Wenn sie durch Trockeneis, flüssiges Kohlenstoffdioxid oder Flüssigstickstoff auf −196 °C abgekühlt werden, können diese Kunststoffe in Pulverform zermahlen werden. Ebenso können Pflanzen- und Tiergewebe zur mikrobiologischen Verwendung fein zermahlen werden. Eine Reihe von neueren Studien berichtet über die Verarbeitung und das Verhalten von nanostrukturierten Materialien durch Kaltvermahlung.
Die Kaltvermahlung kann zur Zellzerstörung verwendet werden, was für die Proteinextraktion nützlich ist. Damit kann das feine Pulver für lange Zeit bei −80º C ohne offensichtliche Änderungen ihrer biochemischen Eigenschaften gelagert werden.

## Forensische Zahnmedizin
Im Rahmen der forensischen Zahnmedizin können Zähne dazu dienen, Desoxyribonukleinsäure (DNA) aus der Pulpa (dem Zahnmark, im Volksmund dem „Nerv“) zur Identitätsfeststellung zu gewinnen, nachdem die Pulpa wie durch einen Panzer durch den umgebenden Zahnschmelz und das Dentin geschützt ist. Hierzu kann das Pulpencavum eröffnet und die Pulpa entnommen werden. Nachdem dabei die Kontaminationsgefahr sehr groß ist, wird neuerdings der Zahn mittels der Kaltvermahlung zerrieben und aus dem Pulver die DNA zur DNA-Analyse unter Anwendung der Polymerase-Kettenreaktion gewonnen.